# Geneva Duker
Geneva M. Duker Schissel (Boston, 5 de març de 1905 - Falmouth, 14 de juliol de 1976) va ser una actriu, ballarina, model i submarinista estatunidenca. Va sovintejar en l'escena del vodevil i va aparèixer en diverses produccions de Broadway a la dècada del 1920.

## Vida primerenca i formació
Duker va néixer a Boston, filla de William John Duker i Ellen McMenamin Duker. Va esdevenir una nedadora i bussejadora excelsa als banys municipals de Boston, i es va graduar a l'Acadèmia Notre Dame de Boston.
Les seves germanes grans Susan, Alice i Jessie feien una funció de busseig de vodevil conegut com les Duker Sisters, a la qual de vegades s'unia com a participant. El 1921, va ser destacada en tant que dansaire en un certamen infantil, Secrets of the Sun Dial, produït a Boston per a recaptar diners en el marc del Near East Relief Fund. També va ser popular com a animadora dels veterans més recents de la Primera Guerra Mundial.

## Carrera
Duker era una ballarina que va entrar al món del vodevil i en diverses produccions de Broadway. També va treballar com a model artística i va prendre part en un acte d'acrobàcies de submarinisme amb les seves germanes a l'hipòdrom de Nova York. El seu nom i imatge van eixir en anuncis de mitges el 1924.
En l'àmbit escènic, va tenir papers a Better Times (1922), Earl Carroll's Vanities of 1924, Greenwich Village Follies (1924, amb la seva germana Alice), The Great Temptations (1926), The Desert Song (1926–1928), Cross My Heart (1928) i Sammy's Sally (1928).

## Vida personal
El 1928, Duker es va casar amb el venedor Edmund Schissel i va tenir-hi dos fills: Edmund i Geneva. Va morir el 1976 a Falmouth, a 71 anys.